# Kasteel Tivoli

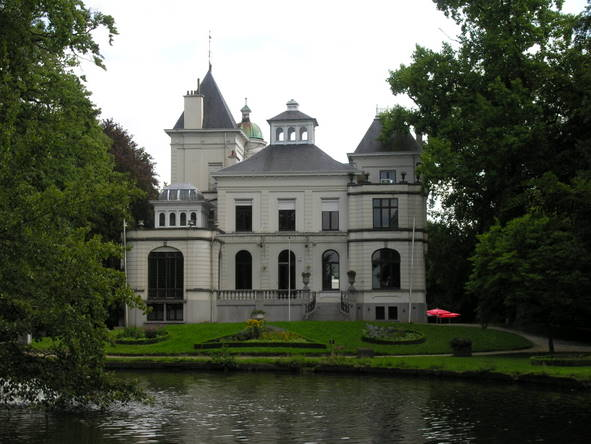
Kasteel Tivoli

Het Kasteel Tivoli is een kasteel in de Antwerpse plaats Mechelen, gelegen aan de Antwerpsesteenweg 92-96. Het kasteel maakt deel uit van het Tivolipark.

## Geschiedenis
De Antwerpsesteenweg werd in 1704-1706 aangelegd. In 1802 werd door de brouwer Corneille Scheppers een buitenhuis gebouwd. Dit kwam in 1841 aan Victor Scheppers, die geestelijke was. In 1877 kwam het aan de brouwersfamilie Van Diepenbeeck. In 1904 werd opdracht gegeven tot de bouw van een noordelijke zijvleugel naar ontwerp van Léon Martin. Aan de zuidzijde vond in 1922 een uitbreiding plaats naar ontwerp van Cyrille Van den Bergh. De tuin werd begin 1900 aangelegd. In 1905 werd een portierswoning gebouwd.
In 1978 werd het landgoed verkocht aan de gemeente Mechelen. Het noordelijk deel van het domein werd in de jaren '80 van de 20e eeuw verkaveld tot een woonwijk. 12 ha van het park bleef bewaard. Het kasteel werd ingericht als congres- en feestzalencentrum.
In 1990 liet kunstenaar Jan Fabre het kasteel BIC-en met inkt van 150.000 balpennen van het merk BIC.
In de nacht van 28 op 29 januari 2025 richtte een uitslaande brand tijdens een renovatie grote schade aan in het kasteel. Hierbij brandde de dakverdieping volledig uit en werd de rest van het kasteel zwaar beschadigd. 

## Gebouw

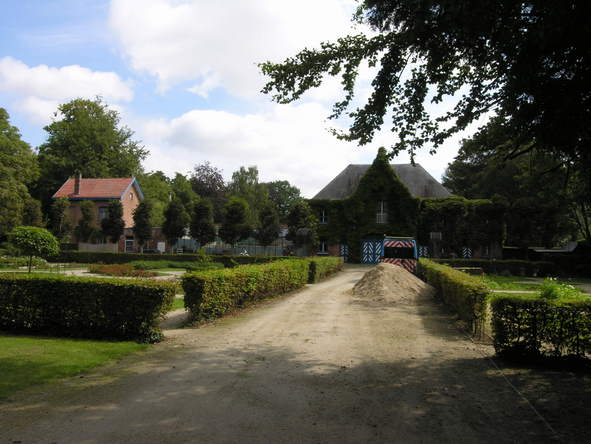
Kasteeltuin

Het betreft een laatclassicistisch kasteeltje met neoclassicistische aanbouwen. Het kasteel omvat een salon in Vlaamse neorenaissancestijl.